# Josip Osti
Josip Osti (Sarajevo, 19 de marzo de 1945-Tomaj, 27 de junio de 2021) fue un poeta, escritor y traductor esloveno nacido en la antigua Yugoslavia. Ha publicado cerca de veinte libros de poesía, tres de prosa y doce de ensayo. También editaba y realizaba traducciones de libros de poesía y de novela en esloveno y en bosnio a otros varios idiomas.

## Biografía
Se graduó de la facultad de Filosofía de la Universidad de Sarajevo. Fue director de la sección cultural de la revista universitaria Naši dani, editor de la editorial Veselin Masleša, secretario de la Sociedad Literaria de Sarajevo, director del festival literario internacional Días de Poesía, secretario de la Asociación de Escritores de Bosnia y Herzegovina, presidente de la Asociación de Traductores Literarios, y miembro de la revista Svijetlost.
Desde 1990 vivió en Eslovenia, primero en Liubliana y más tarde en Tomaj, en la región de Carso.

## Reconocimientos
En 1993 recibió el premio Zlata ptica (Pájaro de Oro), en 1999 el Veronikina nagrada (Premio Veronika), en 2000 el Župančičeva nagrada (Premio Oton Župančič) y en 2006 el Jenkova nagrada (Premio Simon Jenko).
En 1994 y en 2005 recibió respectivamente los premios internacionales Vilenica y el Scritture di Frontiera (Trieste).